# Abdulah ibn al-Zubejr
Abdulah Ibn al-Zubejr (arabsko: عبد الله بن الزبير‎, Abd Allah al-Zubayr), arabski ashab in samozvani kalif islama, * 624, † 692. 
Al-Zubejrov oče je bil Mohamedov spremljevalec Zubejr ibn al-Auvam, mati Asma bint Abi Bakr pa hčerka prvega kalifa Abu Bakra. Bil je tudi nečak Mohamedove tretje žene Ajše.

## Življenjepis
Al-Zubejr je bil pripadnik plemena Bani Asad. Kot mladenič se je udeležil številnih muslimanskih vojnih pohodov proti Bizantinskemu in Sasanidskemu cesarstvu. Udeležil se je tudi pohoda na Safetulo v Tuniziji, glavno mesto samozvanega lokalnega cesarja Gregorja Patricija. Patricij je bil v bitku pri Safetuli leta 647 poražen in ubit.
Ibn al-Zubejr se med vladanjem kalifa Muavije I. ni ukvarjal s politiko, njegovemu nasledniku Jezidu I. pa ni hotel priseči zvestobe. Huseinu ibn Aliju je svetoval, naj sprejme vabilo mož iz Kufe in takoj odide v Kufo, s čimer se je znebil svojega edinega rivala v Hidžazu.
Po smrti Huseina ibn Alija v bitki pri Karbali 10. muharema 61 (10. oktobra 680) se je al-Zubejr vrnil v Hidžaz, kjer se je razglasil za pravovernega kalifa in začel utrjevati svoj položaj. Svojo oblast je dokončno utrdil s tem, da je v Kufo poslal svojega guvernerja. Kmalu zatem je vzpostavil svojo oblast tudi v Iraku, južni Arabiji, velikem delu  Sirije in delu Egipta. Al-Zubejru je bilo v veliko pomoč nezadovoljstvo prebivalstva pod umajadsko oblastjo. 
Jezid je poskušal zatreti al-Zubejrov upor z napadom na Hidžaz. Po krvavi bitki pri al-Harri je osvojil Medino in začel oblegati Meko. Vojni pohod je prekinila njegova nenadna smrt. V Umajadskem kalifatu so se začeli neredi, ki so nazadnje prerasli v državljansko vojno. Islamsko cesarstvo je razpadlo v dve sferi z dvema različnima kalifoma. 
Državljanska vojna se je kmalu končala. Al-Zubejr je v vojni izgubil Egipt in del Sirije, ki je bil pod njegovo oblastjo. Dogodkom so se pridružili še upori haridžitov v Iraku in njegova oblast se je skrčila samo na ozemlje Hidžaza. 
Ibn al-Zubajr je bil dokončno poražen, ko je Abd al-Malik ibn Marvan poslal nadenj Al-Hadžadža ibn Jusufa, da bi združil Islamsko cesarstvo. Al-Hadžadž je v bitki leta 692 al-Zubajra ubil in ga obglavil, njegovo truplo na razpel na križ. Umajadi so po njegovi smrti ponovno vzpostavili svojo oblast nad celim islamskim svetov. 

## Sklic
1. ↑  Bell A. Encyclopædia Britannica — Encyclopædia Britannica, Inc., 1768.
2. ↑  Али-заде А. Абдуллах ибн Зубайр // Исламский энциклопедический словарь — Moskva: Ансар, 2007. — С. 16.
3. ↑  http://www.britannica.com/EBchecked/topic/724/Abd-Allah-ibn-az-Zubayr
4. ↑  Balyuzi, H. M.: Muhammad and the course of Islam. George Ronald, Oxford (U.K.), 1976, str.193.

## Vira
- Heinz Halm s sodelavci: Geschichte der Arabischen Welt. Beck, München 2004, ISBN 3-406-47486-1.
- Gernot Rotter: Die Umayyaden und der zweite Bürgerkrieg (680-692). Steiner, Wiesbaden 1982, ISBN 3-515-02913-3.

| Abdulah ibn al-Zubejr Banu Asad |                      |                                    |
| Sunitski muslimanski nazivi     |                      |                                    |
| Predhodnik: Muavija I.          | Kalif islama 684–692 | Naslednik: Abd al-Malik ibn Marvan |